# Another Brick in the Wall
Another Brick in the Wall – tytuł trzech opartych na tym samym motywie muzycznym utworów brytyjskiego zespołu rockowego Pink Floyd, pochodzących z wydanej w 1979 roku rock opery/concept albumu The Wall. Zatytułowane są odpowiednio Another Brick in the Wall Part I, Part II i Part III. Wszystkie są autorstwa basisty i ówczesnego lidera grupy, Rogera Watersa. Są to jedne z najbardziej znanych piosenek zespołu, a także jego największe hity - szczególnie Another Brick in the Wall Part II, które osiągnęło pierwsze pozycje na amerykańskich i brytyjskich listach przebojów, a także umieszczone zostało jako 375 utwór na liście 500 największych hitów wszech czasów sporządzonej przez magazyn Rolling Stone.
Część II (kojarzona przede wszystkim z linijki „We Don't Need No Education”) ukazała się także na singlu, i jako jedyna mała płyta w historii zespołu zdobyła pierwsze lokaty na listach Wielkiej Brytanii, Stanów Zjednoczonych, Niemiec Zachodnich i wielu innych krajów. W ojczyźnie muzyków Another Brick in the Wall Part II było ponadto ich pierwszym singlem od czasu pochodzącego z 1968 roku Point Me at the Sky. Ze względu na dużą siłę oddziaływania ten odnoszący się do rygoru w szkołach protest song został zakazany w kilku krajach.
Do wzmocnienia wymowy części II potrzebna była partia chóru dziecięcego, zespół zwrócił się więc do nauczyciela muzyki ze szkoły położonej w okolicy ich studia, Alana Renschawa. Ten zgodził się wspomóc produkcję płyty wraz z grupą swoich uczniów, pod warunkiem wszakże, że prowadzona przez niego szkolna orkiestra będzie mogła dokonać nagrań w studiach należących do Pink Floyd. Członkowie zespołu przystali na te warunki, wynagrodzili też chór dodatkowym ryczałtem w wysokości 1000 funtów - jednak nie zawarto w tej sprawie żadnych oficjalnych kontraktów dotyczących tantiem. Według nowych brytyjskich przepisów dotyczących prawa autorskiego w 1996 byli uczniowie zyskali uprawnienia do walki o korzyści płynące z udziału w projekcie, i po odszukaniu się za pośrednictwem strony internetowej pozwali Pink Floyd do sądu. Sprawa zakończyła się wypłaceniem każdemu z nich kwoty 500 funtów.
Another Brick in the Wall Part II nominowane zostało do nagrody Grammy za najlepsze wykonanie rockowe, i przegrało w tej kategorii z utworem Boba Segera Against the Wind.
W roku 1980 utwór ten stał się hymnem czarnych studentów z Republiki Południowej Afryki, protestujących przeciw propagandzie rasistowskiej i tendencyjności oficjalnego programu nauczania, na skutek czego 2 maja tego roku został zakazany przez kolejny rząd.

## Cegły w murze
Tytułowe „cegły” to różnego rodzaju traumatyczne doświadczenia, które przyczyniają się do tworzenia wokół bohatera mentalnego muru. Trzy takie najważniejsze wpływy pełniące rolę destrukcyjną w życiu i psychice Pinka (utrata ojca, despotyzm panujący w szkole i rozpad związku) zostały na płycie przedstawione w formie trzech utworów, rozdzielonych ze względów chronologicznych lecz połączonych wspólnym zamysłem i wiodącym motywem muzycznym.

### Another Brick in the Wall, Part I

#### Kompozycja
Część I jest najcichsza i najmniej dynamiczna z całego tryptyku. Jest bardzo prosta pod względem muzycznym; zawiera właściwie tylko partie basu i długie, przygnębiające solo na gitarze akustycznej. Partie wokalne są tutaj łagodniejsze i bardziej delikatne niż w częściach II i III, jednak pod koniec dynamika nieco narasta, pojawia się także cień sarkazmu w głosie Watersa, gdy ten śpiewa, że ofiara ojca Pinka i wielu jemu podobnych były „tylko kolejnymi cegłami w murze”.

#### Fabuła
Poprzedni utwór, The Thin Ice, kończy się w momencie, gdy Pink dorasta i dowiaduje się o śmierci swego ojca. Another Brick in the Wall Part 1 opowiada natomiast o tym, jak okrutnym i bolesnym doświadczeniem jest dla dziecka utrata jednego z rodziców, i jak tego rodzaju pierwsze kontakty z bezwzględną rzeczywistością mogą przyczynić się do rozpoczęcia budowy ochronnego muru; to właśnie w tym utworze wspomniany jest on po raz pierwszy. Tekst wydaje się jednoznacznie odnosić do przeżyć jego autora, Rogera Watersa, którego ojciec zginął na wojnie gdy ten miał zaledwie kilka miesięcy - jednak w szerszej perspektywie można go odnieść również do dwóch pozostałych muzyków Pink Floyd (ojciec Syda Barretta zmarł gdy ten był jeszcze nastolatkiem, natomiast rodzice Davida Gilmoura wyemigrowali do USA zostawiając syna samego sobie), a także każdego dziecka, które z różnych przyczyn musi wychowywać się pozbawione opieki jednego z rodziców. W pewnym sensie odnosi się to także do dzieci samego Watersa i jego kolegów po fachu, którzy - jak to wyraził w jednym z wywiadów - „opuszczają dom na długo, by wyruszyć w trasę ... i być może wracają martwi albo tylko bardziej martwi niż żywi”. W innym wywiadzie Roger wyjaśniał: „Wszyscy wznosimy mury by się bronić. Niektóre z nich mają pozytywny aspekt. Znacznie częściej, według mnie, są jednak negatywne. Bardzo głębokie odczuwanie straty rodzica, na sposób który kształtuje życie, jest uprawnione. Źle bywa wtedy, gdy ktoś odgradza się od bólu po takiej stracie”.

#### Wersja filmowa
Na początku opartego na tym utworze fragmentu filmu widzimy matkę Pinka modlącą się w kościele po śmierci swego męża - sam chłopiec, jeszcze nieświadomy tego co się stało, bawi się samolocikiem. Następna sekwencja ukazuje go podczas zabawy w parku, gdy matka odchodzi na chwilę, by zrobić zakupy. Dostrzega tam mężczyznę, z którym próbuje nawiązać kontakt. Ten wprawdzie podsadza chłopca na karuzele, jednak gdy ten biegnie później za nim i próbuje chwytać go za rękę, odtrąca go, przez co młody Pink siada przygnębiony na huśtawkę.

### Another Brick in the Wall, Part II

#### Kompozycja
W wersji oryginalnej utwór ten brzmi odpowiednio mocno jak na buntowniczy protest song, a jednocześnie utrzymany jest w chwytliwej rytmice charakterystycznej dla przebojów dyskotekowych grupy Chic. Rozpoczyna się rozpoznawalnym krzykiem Rogera Watersa. Ponieważ rozlega się on już w końcówce poprzedniej piosenki, a także ze względu na sposób, w jaki te dwa utwory łączą się ze sobą pod względem treści, The Happiest Days of Our Lives i Another Brick in the Wall Part II często grane są w radiu jedna po drugiej (szczególnie w stacjach rockowych.) Utwór charakteryzuje się wyrazistymi partiami perkusji i wyróżniającym się motywem gitarowym w tle, a także gładką lecz niespokojną solówką Davida Gilmoura, która posłużyła później miesięcznikowi muzycznemu Mojo za jeden z argumentów uzasadniających wliczenie jej wykonawcy w poczet najlepszych gitarzystów wszech czasów. W nagraniu uczestniczy poza tym chór dziecięcy ze szkoły Islington Green School, który w pewnych fragmentach wykonuje partie wiodące, a w innych stanowi tło dźwiękowe dla muzyków zespołu. Podczas piosenki można także usłyszeć charakterystyczne dla Pink Floyd wzbogacające przekaz dźwięki pozamuzyczne - chociażby Rogera Watersa wcielającego się w rolę nauczyciela, który wrzeszczy na dzieci ze szkockim akcentem: „Źle! Zrób to jeszcze raz!” lub też słynną już kwestię „Nie będzie żadnego deseru jeśli nie zjecie mięsa!”. Pod koniec piosenki słychać gwar szkolnego podwórka i krzyki bawiących się uczniów. Pod sam koniec można także usłyszeć niewyraźny sygnał oczekiwania na połączenie telefoniczne.

#### Fabuła
Utwór jest bardzo prosty i jednoznaczny w warstwie tekstowej, co prawdopodobnie wzmaga jego siłę oddziaływania - przyczyniając się do łatwości przyjęcia go w charakterze hymnu czy symbolu. Opowiada o młodzieńczym buncie, jaki Pink wraz z rówieśnikami wytacza swej nieludzkiej i nieprzyjaznej uczniom szkole, charakteryzującej się opisanymi w poprzednim utworze ostrymi rygorami zachowania oraz nadużywającymi swej władzy nauczycielami.

#### Wersja filmowa
Po wydarzeniach opisanych w The Happiest Days of Our Lives Pink śni na jawie w trakcie lekcji. Wyobraża sobie grupę uczniów wmaszerowujących do wielkiej maszyny, z której wydostają się siedząc w ławkach i z maskami nałożonymi na twarze. Następnie pokazani są gdy maszerują w szeregu przez korytarze. Nauczyciel stoi w samym centrum, przybrany w togę, i wykrzykuje polecenia. Uczniowie kończą ostatecznie w małych prostokątnych przegrodach, śpiewając refren, który dociera do nadal wywrzaskującego komendy nauczyciela. Następuje szybki pokaz scen przedstawiających śpiewających uczniów i karconego Pinka. Pod koniec utworu dzieci maszerują w kierunku dużego, metalowego przedziału ładunkowego. Wpadają tam jedno po drugim. Wypadając są przedstawieni jako całkowicie rozprasowana, płaska, podobna do mięsa substancja, co symbolizuje ich „przystosowanie do społeczeństwa”. Podczas finałowej solówki gitarowej uczniowie wyrywają się z tego systemu, chwytają za siekierki przeciwpożarowe i rozwalają krzesła i ławki. Niektórzy burzą młotami mury. W końcowej scenie szkoła stoi już w ogniu, a wielkie ognisko płonie na podwórku. Nauczyciela widzimy wynoszonego gdzieś przez uczniów, jednak Pink nadal siedzi w swej ławce, nie zwracając uwagi na to, co się dookoła niego dzieje.
Pierwsze sekwencje filmowe obrazujące ten utwór, pierwotne względem obrazu Alana Parkera, ukazują uczniów biegających po placu zabaw i marionetkę nauczyciela znaną z późniejszych koncertów The Wall. Zawiera także kilka animowanych scen autorstwa Geralda Scarfe'a, które ostatecznie zostały później użyte w sekwencjach obrazujących Waiting for the Worms i The Trial.

#### Wersje alternatywne
- Wersja singlowa zawiera krótkie gitarowe intro
- Wersje pochodzące z albumów Delicate Sound of Thunder i P*U*L*S*E (nagranych już po odejściu Watersa) zawierają rozbudowane solówki gitarowe w wykonaniu Gilmoura i gitarzysty towarzyszącego zespołowi w trasie, Tima Renwicka.
- Wersja z Is There Anybody Out There? (zarejestrowana w 1980 w Earl’s Court w Londynie) także zawiera rozbudowaną solówkę
- Wersja pozbawiona fragmentu pełniącego rolę łącza z The Happiest Days of Our Lives oraz z wcześniejszym wyciszeniem dźwięku pod koniec została zarejestrowana na potrzeby składanki A Collection of Great Dance Songs
- Album Echoes: The Best of Pink Floyd zawiera dwa połączone utwory - The Happiest Days of Our Lives i Another Brick in the Wall Part II - które kończą się sekwencją łączącą je z suitą Echoes

### Another Brick in the Wall, Part III

#### Kompozycja
Muzycznie część III jest właściwie bezpośrednią kontynuacją dwóch swoich poprzedniczek, jednak zawiera w sobie znacznie większe pokłady energii niż część I, i znacznie więcej przerażającej, zimnej emocji niż II; wykonanie to jest pełne agresji, cynizmu i goryczy w obliczu ostatecznego ciosu, który złamał bohatera płyty.

#### Fabuła
Utwór przedstawia emocje, które targają bohaterem po rozpadzie jego związku: o bólu, wściekłości i w końcu o ostatecznej rezygnacji z życia w społeczeństwie, gdy Pink przerażająco wypranym z emocji głosem wywrzaskuje ustami Watersa: „widziałem napis na murze, i nie wydaje mi się, żebym teraz potrzebował czegokolwiek”.

#### Wersja filmowa
Na potrzeby filmu zarejestrowana została mocniejsza i szybsza wersja utworu.

## Covery
- 1980 – na użytek świątecznego singla zatytułowanego Never Mind the Presents zespół Barron Knights nagrywa parodystyczną przeróbkę części II, zawierającą np. humorystyczny wers „Hey, Santa, leave the booze alone”
- 1994 – polski zespół Acid Drinkers na płycie Fishdick przedstawia swoją wersję części II
- 1995 – zespół Controlled Bleeding prezentuje swoją wersję połączonych dwóch pierwszych części Another Brick in the Wall
- 1995 – na koncercie w Chicago Pearl Jam przedstawia swoją interpretację kilku klasyków rockowych, w tym Another Brick in the Wall, Part II
- 1998 – supergrupa Class of ’99 (złożona z wokalisty Alice in Chains Layne’a Staleya, gitarzysty Rage Against the Machine Toma Morello, perkusisty Jane’s Addiction Stephena Perkinsa i Martyna DeNoble, byłego basisty Porno for Pyros) przedstawia swoją wersję Another Brick in the Wall, Part II, która następnie trafia do filmu Oni Roberta Rodrigueza
- 1999 – zespół Bloodhound Gang parodiuje najsłynniejszy wers części II, w swym utworze Right Turn Clyde śpiewając: „All in all you're just another dick with no balls” („Tak czy inaczej, jesteś tylko kolejnym kutasem bez jaj”.) W związku z prawami autorskimi utwór ten został wyłączony z większości wydań ich albumu Hooray for Boobies. Co ciekawe, Roger Waters docenił humor tej parodii
- 2000 – po Another Brick in the Wall Part II sięga zespół The Crack of Doom
- 2001 – na debiutanckim albumie grupy D12 (Devil's Night) pod koniec utworu Revelation słychać frazę znaną z części II klasyka Pink Floyd: „How can you have any pudding if you don't eat your meat?!”
- 2001 – na albumie Best Uff słowackiego zespołu Horkýže Slíže ukazała się parodia pt. „Žigo"
- 2002 – popowa/elektroniczna grupa Dirty Vegas opublikowała na swym albumie Dirty Vegas utwór Simple Things Part 2 zawierający między innymi fragment motywu Another Brick in the Wall
- 2004 – grupa numetalowa Korn przedstawiła swoją wersję połączonych w całość wszystkich trzech części Another Brick in the Wall, a także utworu Goodbye Cruel World na swoim albumie Greatest Hits: Volume 1
- 2005 – zespół popowy Girls Aloud podczas trasy teatralnej po Wielkiej Brytanii we wstępie do swego utworu No Good Advice zagrał fragment części II
- 2005 – białoruska grupa rockowa Parason zaprezentowała swoją wersję części II zatytułowaną Ваша школа (co po białorusku znaczy „Wasza szkoła”)
- 2006 – grupa komediowa Richard Cheese and Lounge Against the Machine wykonała cover Another Brick in the Wall Part II na swym albumie The Sunny Side of the Moon: The Best of Richard Cheese
- Stahlhammer przedstawił swoją wersję części II na albumie Killer Instinkt
- 2007 – Gnarls Barkley częścią II otwierał swoje występy z grupą Red Hot Chili Peppers
- 2011 – Axl Rose podczas trasy koncertowej 2011/2012 wykonywał utwór przed November Rain

## Wykonawcy
- Roger Waters – gitara basowa, wokale we wszystkich częściach, a także gitara w części III
- David Gilmour – gitary, wokal w części II, wokal drugoplanowy w części I, a także syntezator w części III
- Nick Mason – perkusja
- Rick Wright – instrumenty klawiszowe
- chór Islington Green School pod batutą Noela Davisa – chór dziecięcy w części II

## Pozycje na listach przebojów
| Kraj              | Lista                               | Pozycja |
| ----------------- | ----------------------------------- | ------- |
| Australia         | Australia (Kent Music Report)       | 2       |
| Austria           | Ö3 Austria Top 40                   | 1       |
| Belgia            | Ultratop 50 (Flandria)              | 2       |
| Finlandia         |                                     | 1       |
| Holandia          | Dutch Top 40                        | 3       |
| Holandia          | Dutch Single Top 100                | 4       |
| Irlandia          |                                     | 1       |
| Kanada            | RPM Top Singles                     | 1       |
| Niemcy            | Deutsche Singlecharts               | 1       |
| Norwegia          | VG-lista                            | 1       |
| Nowa Zelandia     | New Zealand Charts                  | 1       |
| Południowa Afryka | Springbok Radio                     | 17      |
| Szwajcaria        | Schweizer Hitparade                 | 1       |
| Szwecja           | Sverigetopplistan (Top 100 Singles) | 1       |
| Wielka Brytania   | UK Singles Chart                    | 1       |
| Stany Zjednoczone | Hot 100                             | 1       |
| Stany Zjednoczone | Cash Box Top 100 Singles            | 1       |